# Luís Antônio de Carvalho Ferraz
Pour les articles homonymes, voir Carvalho et Ferraz.
Luís Antônio de Carvalho Ferraz, né le 21 février 1940 à São Luís (Brésil) et mort le 11 août 1982 à Halifax (Canada), est un officier de la Marine brésilienne, à la fois ingénieur, hydrographe et océanographe, connu pour être un pionnier de l'Antarctique.

## Biographie
Luís Antônio de Carvalho Ferraz, commandant dans la Marine brésilienne, participe à deux expéditions sur le continent antarctique à bord de navires britanniques. Sa première expédition a lieu en 1975, en tant que membre d'équipage du RRS Bransfield et du HMS Endurance. Il contribue à persuader le gouvernement brésilien à créer le Programme antarctique brésilien (pt).

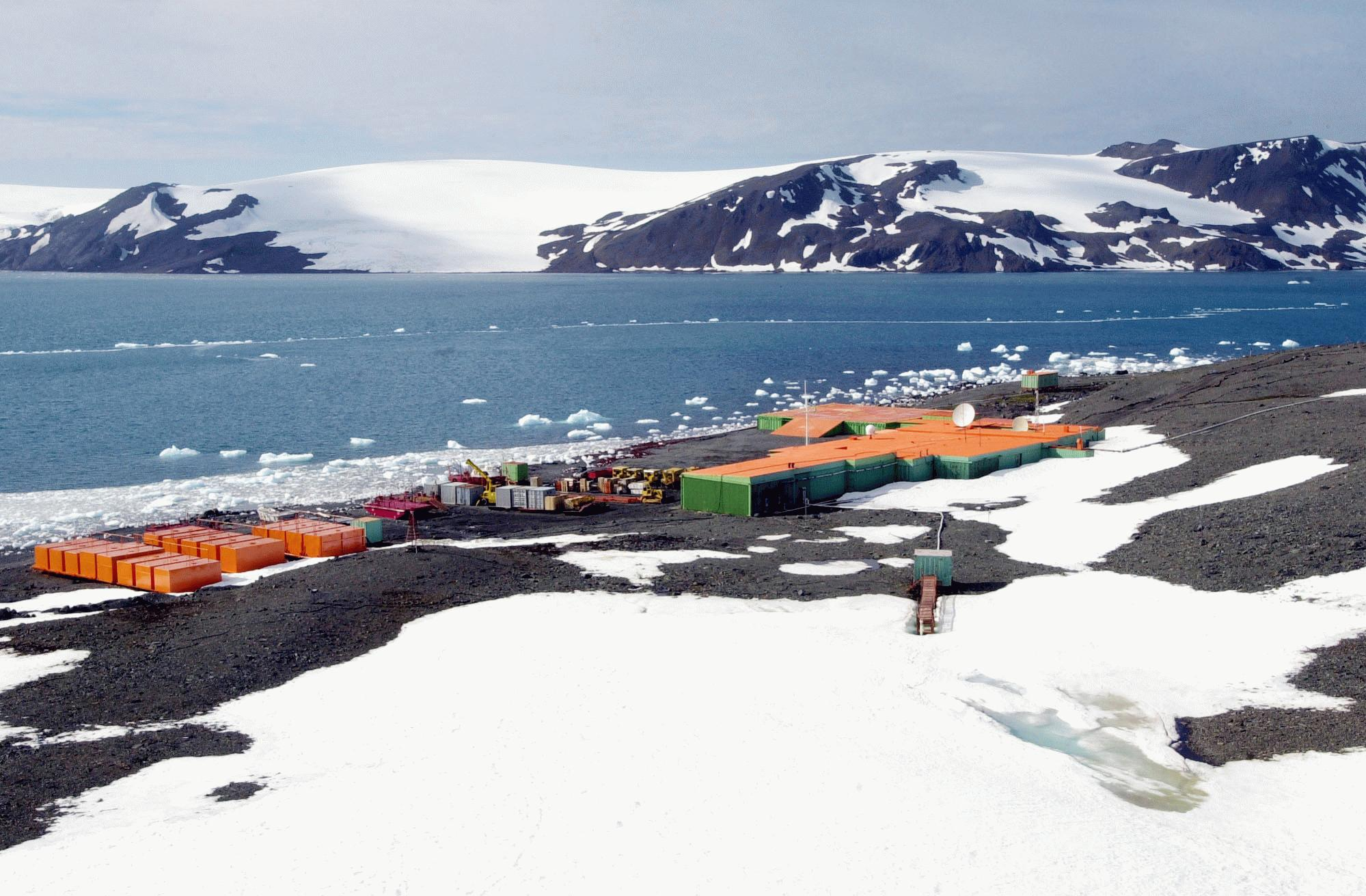
La base antarctique Comandante Ferraz.

Ferraz meurt le 11 août 1982, à l'âge de 42 ans, alors qu'il participe à une conférence océanographique à Halifax, au Canada, quelques mois avant la première expédition officielle brésilienne en Antarctique. En reconnaissance du rôle important qu'il a joué dans le programme antarctique brésilien, la base brésilienne en Antarctique a été nommée en son honneur, base antarctique Comandante Ferraz.